# 阿洛·格思里
阿洛·戴维·格思里（英語：Arlo Davy Guthrie，1947年7月10日—）是一位美国民谣歌手。他和他的父亲伍迪·格思里都以演唱抗争社会不公的歌曲而闻名。格思里最知名的歌曲是18分钟长的说唱蓝调爱丽丝的餐馆》。格思里成年后，长期居住在美国马萨诸塞州；他谱曲并演唱的歌曲《马萨诸塞州》被立为该州的官方民谣。

## 脚注
1. ↑  Strong, Martin C.  5th. Edinburgh: Mojo Books. 2000: 410–411. ISBN 1-84195-017-3.